# Pipa myersi
Pipa myersi (tên tiếng Anh: Myers' Surinam Toad) là một loài ếch thuộc họ Pipidae.
Loài này có ở Panama và có thể cả Colombia.
Môi trường sống tự nhiên của chúng là rừng ẩm vùng đất thấp nhiệt đới hoặc cận nhiệt đới và sông ngòi.
Chúng hiện đang bị đe dọa vì mất môi trường sống.